# Assizes Harbour
Assizes Harbour é uma vila canadense localizada na província de Terra Nova e Labrador. 
Localizada no Estreito de Belle Isle ao longo da costa de Labrador, a comunidade fica próxima de Battle Harbour.